# Abdullah al II-lea al Iordaniei
Abdullah II bin al-Hussein (arabă عبدالله الثاني بن الحسين; n. 30 ianuarie 1962, Amman, Iordania) este actualul rege al Regatului Hașemit al Iordaniei. Se află la conducerea țării de la decesul tatălui său, regele Hussein, la 7 februarie 1999.

## Naștere și educație
Abdullah al II-lea al Iordaniei s-a născut la Amman. Este fiul regelui Hussein al Iordaniei și al Antoinettei Avril Gardiner, cunoscută ca regina Muna a Iordaniei. A făcut școala primară la Colegiul Educațional Islamic din capitala Iordaniei, Amman. Mai târziu a studiat la St. Edmund's School (Hindhead) în Surrey, Anglia. Abdullah a studiat de asemenea și la Școala Eaglebrook și Academia Deerfield în Statele Unite ale Americii. După ce a părăsit Academia Deerfield a studiat la Pembroke College, în cadrul  Universității Oxford.

## Cariera militară
În 1980, a fost admis la Academia Militara Regala Sandhurst în Regatul Unit cu rangul de cadet. S-a alăturat regimentului de cavalerie 13th/18th Royal Hussars (Queen Mary's Own) după ce a primit comisia de Locotenent secund in anul următor. Regele Abdullah menține legaturi strânse cu Armata Britanica și este Colonelul Sef al regimentului The Light Dragoons, un regiment de tancuri și succesor al regimentului 13th/18th Royal Hussars. A studiat la Edmund A. Walsh School of Foreign Service a Universității Georgetown, unde a completat un program de cercetare și studii avansate, el fiind înrolat cu statut senior în Masteratul de Științe în programul de serviciu străin în anul 1987.

## Viața personală
Abdullah este căsătorit cu Rania Al-Yassin, acum Regina Rania al-Abdullah, născută în Kuweit și de origine palestiniană, care se remarcă prin munca ei filantropică dar este criticată pentru interviurile ei frecvent acordate presei Occidentale, îmbrăcămintea scumpă haute-couture (care intră în puternic contrast cu standardul de trai al populației) dar și din cauza suspiciunilor de nepotism și favoritism (fratele ei a devenit milionar și există zvonuri că Regina ar deține 17 companii în Iordania). Rania, o angajată în marketing la compania Apple Inc.  din Amman, l-a cunoscut pe Abdullah la un dineu organizat de sora lui în ianuarie 1993. S-au logodit 2 luni mai târziu și s-au căsătorit în iunie 1993. Ei au patru copii:
- Hussein (n. 28 iunie 1994)
- Iman (n. 27 septembrie 1996)
- Salma (n. 26 septembrie 2000)
- Hashem (n. 30 ianuarie 2005)

Abdullah a enumerat ca fiind hobby-urile sale parașutismul, plimbarea pe motocicletă, cursele de raliu, scuba diving-ul, filmele de aventură, fotbalul și SF-ul, fiind un fan al seriei SF Star Trek. În 1996, a apărut în episodul Investigations din serialul Star Trek: Voyager, într-un rol nonverbal (el nu este membru al sindicatului Screen Actors Guild).
Pasiunea lui pentru industria filmului l-a determinat să creeze, pe 20 septembrie 2006, Red Sea Institute of Cinematic Arts (RSICA, în română: Institutul Marea Roșie de Arte Cinematografice) din orașul Aqaba de pe coasta Mării Roșii. Acest institut se află în parteneriat cu University of Southern California School of Cinematic Arts (în română: Școala de Arte Cinematografice din Universitatea Californiei de Sud). Când producătorii filmului Transformers 2: Răzbunarea celor învinși au decis să filmeze în Iordania, Abdullah a trimis 38 de elicoptere militare să ajute la transportarea echipamentului în orașul Petra.
De asemenea, lui Abdullah îi place stand-up comedy. Când Gabriel Iglesias, Russell Peters și mulți alți actori de stand-up comedy au vizitat Iordania pentru un festival de comedie din 2009, regele i-a invitat la cină și i-a făcut o farsă lui Russell, cu ajutorul lui Iglesias și al ofițerilor de poliție de la aeroport. În 2013, un videoclip în care apărea Abdullah ajutând la împingerea unei mașini blocate în zăpadă în Amman, în timpul unui val de frig din Orientul Mijlociu, a devenit viral. Iar în 2017, un alt videoclip viral îl arată pe Abdullah purtând pijamale și ajutând la stingerea unui foc dintr-o pădure din apropierea palatului regal.

## Rege al Iordaniei
Abdullah a devenit rege la 7 februarie 1999 înainte de moartea tatălui său Regele Hussein. Hussein îl numise recent Prinț Moștenitor la 24 ianuarie, înlocuindu-și propriul său frate, Prințul Hassan al Iordaniei, care ocupa această funcție din Aprilie 1965. Nu a fost o decizie populară. Mama lui Abdullah, Prințesa Muna al-Hussein, este de origine britanică iar regele nu era văzut de unii ca având suficientă legitimitate pentru a succeda la tron.

## Politica Regelui
Guvernul Iordanian a amendat Codul Penal Iordanian in 2023 înăsprind pedepsele privind crimele electronice, iar unele articole pot fi folosite pentru pedepsirea dizidenților, fiind foarte criticat pentru restricționarea libertății de exprimare. Legea actuală Iordaniană, articolul 195 din codul Penal din 1960 mai exact, interzice orice criticare publică a Regelui și condamna la 1-3 ani de închisoare și despăgubiri de până la 5000 dinari iordanieni (în jur de 7000$americani) pentru încălcarea acestor reguli. Mulți editori, jurnaliști care l-au criticat pe Regele Abdullah au fost arestați și reținuți pentru perioade lungi de timp. Organizații ce militează pentru drepturile omului l-au criticat pe Abdullah și regimul său pentru mai multe violări ale drepturilor omului și acte de tortură împotriva cetățenilor cu vederi fundamentaliste din mișcarea islamista Iordaniană. Economia Iordaniei s-a îmbunătățit sub Regele Abdullah al II-lea, el reușind să crească numărul investitorilor străini, care a organizat întâlniri între sectorul public și privat.

## Succesorul
Pe 28 noiembrie 2004 Abdullah a retras titlul de Prinț Moștenitor fratelui său vitreg, Prințul Hamzah al Iordaniei (pe care l-a numit în această poziție pe 7 februarie 1999, în conformitate cu dorințele tatălui său). Într-o scrisoare de la Abdullah adresată lui Hamzah, citită pe postul de televiziune național Iordanian, el a spus: "Faptul că tu deții această poziție simbolică ți-a restrâns libertatea și te-a stânjenit cu acordarea unor responsabilități din partea noastră pe care tu erai perfect capabil să le îndeplinești". Niciun succesor nu a fost numit imediat după aceasta decizie, însă pe data de 2 Iulie 2009, Abdullah îl numește pe fiul sau cel mai mare, Printul Hussain, prinț moștenitor.

## Veziși
- Investigații (Star Trek: Voyager)